# Rubén Sanz
Rubén Sanz Ruiz (Madrid, 2 de agosto de 1979) es un actor, modelo y presentador español.

## Biografía
Es Licenciado en Ciencias Económicas por la Universidad Complutense de Madrid.
Ejerció de futbolista semiprofesional al final del instituto y comienzos de la carrera, jugando en el equipo de fútbol sala de Universidad Carlos III de Madrid.
Mientras cursaba sus estudios universitarios dejó el fútbol y comenzó a trabajar de modelo; dentro del mundo del modelaje ha trabajado en pasarelas, anuncios publicitarios, programas de televisión de José Luis Moreno, catálogos y ha sido imagen de diversas marcas.
Ejerciendo de modelo para programas de televisión tuvo la oportunidad de probar su faceta de actor, actividad que le fascinó y decidió prepararse para ejercer dicha profesión.
Como actor ha trabajado en cine, televisión y teatro. En sus inicios en la interpretación llegó a compaginar su trabajo de actor con el que tenía en una sucursal bancaria.

## Teatro
- Muelle Oeste (2006)
- Bodas de sangre (2007)
- Corazonadas (2006/2007), micro espacios incluidos en Noche Sensacional de la Forta
- Insatisfechas (2014)
- Tres (2016)

## Programas
- Noche de fiesta (2000-2004) para la La 1, modelo.
- Noche sensacional (2004-2007) para la FORTA, modelo.
- Gala Fin de Año 2007 (2007) para la FORTA, Presentador.
- El Picú D'estiu (2007-2008) para Canal Nou, Presentador.
- De un tiempo a esta parte (2008-2009) para la FORTA, Presentador.

## Series
- Qué follón de familia (2006) para la FORTA.
- Escenas de matrimonio (2007-2008) para Telecinco. Como Ramón Sánchez.
- Los exitosos Pells (2009) para Cuatro. Como Tomás Andrada.
- La tira (2010) para La Sexta. 1 episodio.
- Aída (2010) para Telecinco. 1 episodio.
- Arrayán (2011) para Canal Sur.
- Frágiles (2012) para Telecinco.
- La ronca de oro (serie de televisión) (2013) para Caracol Televisión. Como Jordi.
- Ciega a citas (2014) para Cuatro. Como Raúl.
- Olmos y Robles (2016) para La 1. Como Óscar Adargan.
- Todo por el juego (2018) para Movistar+. Como Delgado.
- Capítulo 0 (2018) para Movistar+. Como Policía.
- El Dragón: el regreso de un guerrero (2019-2020) para Televisa. Como Valentín Soria.
- Rubí (2020) para Televisa. Como Eduardo.
- Falsa identidad (2020-2021) para Telemundo. Como el padre Rafael.
- Los ricos también lloran (2022) para Televisa. Como Uriel.[1]
- Isla brava (2023-2025) para Vix . Como Damián[2] [3]
- El extraño retorno de Diana Salazar (2024) para Vix como Fray Rodrigo[4]

## Cine
- Diversos cortometrajes en sus inicios.
- Lo contrario al amor (2011). Como Salva
- Cuerpo de élite (2016). Como Agente Madrileño
- Los Rodríguez y el más allá (2019). Como Peter